# Филатов, Степан Иванович
Степан Иванович Филатов (1901 — 1980) — народный комиссар внутренних дел и государственной безопасности Кабардино-Балкарской АССР, генерал-майор (1945).

## Биография
Член ВКП(б). С февраля до мая 1939 начальник 2-го отдела НКВД Кабардино-Балкарской АССР. Затем заместитель начальника Управления по Кабардино-Балкарской АССР до 14 октября 1940. После чего до 27 февраля 1941 заместитель начальника 2-го отдела ГУГБ НКВД СССР. До 20 июня 1941 начальник 1-го отдела 3-го управления НКГБ СССР. В 1941–1943 нарком внутренних дел Кабардино-Балкарской АССР. В 1943–1944 нарком государственной безопасности Кабардино-Балкарской — Кабардинской АССР. В 1945 заместитель начальника Управления НКГБ по Молотовской области. С ноября по декабрь 1944 с специальной командировке в Тарту. С февраля 1945 до февраля 1946 заместитель начальника УНКГБ в Молотовске. С марта 1946 до апреля 1950 служил в Бранденбурге. С апреля 1950 до 5 ноября 1951 старший советник МГБ при Министерстве внутренних дел Болгарии. С 5 до 28 ноября 1951 в распоряжении Управления кадров МГБ СССР. После чего до 16 марта 1953 заместитель министра государственной безопасности Удмуртской АССР. С 9 апреля до мая 1953 начальник УМВД в Казани. С 16 июня 1953 до июля 1954 заместитель начальника УМВД в Челябинске. С июля 1954 в отставке.

### Звания
- 31.03.1939, капитан государственной безопасности;
- 24.09.1940, майор государственной безопасности;
- 14.02.1943, полковник государственной безопасности;
- 18.03.1944, комиссар государственной безопасности;
- 09.07.1945, генерал-майор

### Награды
- 08.03.1944, орден Красного Знамени;
- 24.06.1948, орден Трудового Красного Знамени;
- медали.